# NGC 6557
NGC 6557 ist eine linsenförmige Galaxie vom Hubble-Typ S0 im Sternbild Oktant am Südsternhimmel. Sie ist schätzungsweise 240 Millionen Lichtjahre von der Milchstraße entfernt und hat einen Durchmesser von etwa 120.000 Lichtjahren.
Das Objekt wurde am 30. Juni 1835 von John Herschel mit einem 18-Zoll-Spiegelteleskop entdeckt, der dabei „vF, R, glbM, 15 arcseconds“ notierte.